# Seznam glasbenih del Sergeja Rahmaninova
Seznam glasbenih del ruskega skladatelja Sergeja Rahmaninova.

## Popolni kronološki pregled
1. Scherzo za orkester, (5 - 12. februar 1887)
2. 3 nokturni za klavir (1887-1888)
3. 4 skladbe za klavir (1887)
4. Klavirska skladba (1887)
5. Esmeralda, opera (osnutek) (17. oktober 1889)
6. Klavirski koncert (osnutek) (1889)
7. Godalni kvartet št. 1 (1889)
8. »Deus Meus«, motet za 6-glasni mešani zbor (1890)
9. »Pri samostanskih vratih«, pesem za glas in klavir (29. april 1890)
10. »Ničerar ti ne povem«, za glas in klavir (1. maj 1890)
11. Romanca, za violončelo in klavir (1890)
12. Manfred, simfonična pesnitev (izgubljeno delo, 1890)
13. Ruska rapsodija, za 2 klavirja (12 - 14. januar 1891)
14. C'etait en avril (Bilo je v aprilu), za glas in klavir (1. april 1891)
15. Padel je mrak, pesem za glas in klavir (22. april 1891)
16. Op. 1, Klavirski koncert št. 1 v Fis molu (6. junij 1891)
17. Preludij za klavir, F dur (20. julij 1891)
18. Valček in romanca, za klavir šest-ročno (1890-1891)
19. »Mladosnta« simfonija v d molu (ohranjen samo 1. stavek, 28. september 1891)
20. Princ Rostislav, simfonična pesnitev (9 - 15. december 1891)
21. Spet si zajokalo, moje srce, za glas in klavir 1891
22. Se spominjaš tistega večera?, za glas in klavir (1891)
23. Boris Godunov (2 osnutka, 1891)
24. Maškarada (osnutek za glas in klavir, 1891)
25. Mazeppa, (osnutek za vokalni kvartet 1891)
26. Godalni kvintet (izgubljen, 1891)
27. »Grainem-ukhnem« za glas in klavir (1891)
28. Romanca za klavir in violino (1891)
29. Skladba za violončelo in klavir (1891)
30. Elegični trio št. 1, g mol; za violino, čelo in klavir (18 - 21. januar 1892)
31. Op. 2, 2 skladbi za čelo in klavir (1892)
  1. Preludij
  2. Orientalski ples
32. Trnjulčica (priredba po Čajkovskem za 2 klavirja, 1892)
33. Aleko, opera v enem dejanju (13. april 1892)
34. Op. 3, Morceaux de Fantaisies, 5 skladb za klavir (jesen 1892)
  1. Élegija
  2. Preludij v Cis molu
  3. Melodija v E duru
  4. Polichinelle
  5. Serenada
35. Op. 4, 6 pesmi za glas in klavir (1890-1893)
  1. Ah ne! Prosim, me pozabi me!
  2. Jutro
  3. V tihoti skrivne noči
  4. Ne poj, krasotica
  5. Ah ti, moja njiva
  6. Koliko časa, prijatelj moj?
36. Op. 5, Suita št. 1 za 2 klavirja »Fantazija« (poletje 1893)
37. Mati božja moli, za 3 glasni mešani zbor (poletje 1893)
38. Op. 6, 2 skladbi za violino in klavir (1893)
  1. Romanca
  2. Danse hongroise
39. Op. 7, Skala, simfonična pesnitev (poletje 1893)
40. Op. 8, 6 pesmi za glas in klavir (jesen 1893)
  1. Vodna lilija
  2. Otrok, lep si kot cvet
  3. Meditacija
  4. Moja ljubezen mi je prinesla žalost
  5. Sanje
  6. Molitev
41. Op. 9, Elegični trio št. 2 v d molu (jesen 1893)
42. Romanca v G duru, za 2 klavirja (1893)
43. Pesem človeka, ki je spregledal, za glas in klavir (1893)
44. Roža je ovenela, za glas in klavir (1893)
45. Op. 10, Morceaux de Salon, 7 salonskih skladb za klavir
  1. Nokturno v a molu
  2. Valček v A duru
  3. Barkarola v g molu
  4. Melodija v e molu
  5. Humoreska v G duru
  6. Romanca v f molu
  7. Mazurka v Des duru
46. Op. 11, 6 skladb za 2 klavirja (april 1894)
47. Op. 12, Ciganski kapričo, za orkester (poletje 1894)
48. 2 epizodi a la Liszt, (1894)
49. Zbor duhov iz Don Juana, za mešani zbor a capella (1894)
50. Op. 13, Simfonija št. 1, e mol (13. avgust 1895)
51. Op. 14, 12 pesmi za glas in klavir (1896)
  1. Čakam te
  2. Otoček
  3. Davno v ljubezni
  4. Bil sem z njo
  5. Poletne noči
  6. Tebe ljubijo vsi
  7. Ne verjemi mi, prijatelj
  8. Ne žaluj
  9. Lepa je kot poldan
  10. V moji duši
  11. Pomladni vetri
  12. Čas je
52. Op. 15, 6 pesmi za ženske ali otroške glasove in klavir (1895)
53. Op. 16, 6 glasbenih trenutkov (Moments Musicaux, december 1896)
  1. Andantino v b molu
  2. Allegretto v es molu
  3. Andante cantabile v h molu
  4. Presto v e molu
  5. Adagio sostenuto v Des duru
  6. Maestoso v C duru
54. Godalni kvartet št. 2 (1896)
55. Improvizacije, za klavir (1896)
56. Simfonija (skice, 5. april 1897)
57. Glazunova simfonija št. 6, priredba za 2 klavirja (1897)
58. Fantazijske skladbe za klavir (januar 1899)
59. Fughetta v F duru, za klavir (4. februar 1899)
60. 2 pesmi (ruska in ukrajinska ljudska, priredba za zbor, 1899)
  1. Na vratih
  2. Čevlji
61. Ali se ti je kolcalo, Nataša?, pesem za glas in klavir (17. maj 1899)
62. Pantelei, zdravilec; za mešani zbor a capella (julij 1900)
63. Op. 17, Suita št. 2, za 2 klavirja (april 1901)
64. Op. 18, Klavirski koncert št. 2 v C molu (april 1901)
65. Op. 19, Sonata za violončelo in klavir, v G molu (1901)
66. Op. 20, Pomlad, kantata za bariton, mešani zbor in orkester (februar 1902)
67. Op. 21, 12 pesmi za glas in klavir (april 1902)
  1. Usoda
  2. Na novem grobu
  3. Somrak
  4. Odgovorili so
  5. Lilije
  6. Odlomek iz A. Musset
  7. Tukaj je dobro (Zdjes horošo)
  8. Na smrt
  9. Melodija
  10. Pred malikom
  11. Nisem prerok
  12. Kako trpim
68. Lilije, op. 21 št. 5, priredba za klavir solo (1913)
69. Op. 22, Variacije na Chopinovo temo, za klavir (februar 1903)
70. Op. 23, 10 preludijev za klavir (1. zvezek, 1903)
  1. v fis molu
  2. v B duru
  3. v d molu
  4. v D duru
  5. v g molu
  6. v Es duru
  7. v c molu
  8. v As duru
  9. v es molu
  10. 10 v Ges duru
71. Op. 24, Ubogi vitez, opera v treh prizorih (1904)
72. Op. 25, Francesca da Rimini, opera v dveh prizorih (julij 1905)
73. Op. 26, 15 pesmi za glas in klavir (1906)
  1. Mnogo zvokov je
  2. Vse so mi vzeli
  3. Počivali bomo
  4. Dva slovesa
  5. Odidiva, draga
  6. Kristus je vstal
  7. Mojim otrokom
  8. Prosim te odpuščanja
  9. Spet sem sam
  10. Pod mojim oknom
  11. Vodnjak
  12. Noč polna gorja
  13. Včeraj sva se srečala
  14. Zvonček
  15. Vse mine
74. Italijanska polka, za klavir štiriročno 1906
75. Op. 27, Simfonija št. 2, e mol (april 1907)
76. Monna Vanna, nedokončana opera (15. april 1907)
77. Op. 28, Klavirska sonata št. 1 v d molu (14. maj 1907)
78. Pismo K. S. Stanislavskemu, za glas in klavir (oktober 1908)
79. Op. 29, Otok mrtvih, simfonična pesnitev (po sliki Arnolda Boecklina, 17. april 1909)
80. Op. 30, Klavirski koncert št. 3 v d molu (poletje 1909)
81. Op. 31, Liturgija Svetega Janeza Zlatousta (30. junij 1910)
82. Op. 32, 13 preludijev za klavir (2. zvezek, 1910)
  1. v C duru
  2. v b molu
  3. v E duru
  4. v e molu
  5. v G duru
  6. v f molu
  7. v F duru
  8. v a molu
  9. v A duru
  10. v h molu
  11. v H duru
  12. v gis molu
  13. v Des duru
83. Polka de W. R., za klavir (11. marec 1911)
84. Op. 33, Études-Tableaux, etude-slike, št. 2 in 6 sta op. posth. (1. zvezek, avgust 1911)
  1. v f molu
  2. v C duru
  3. v c molu
  4. v a molu *(ista kot op. 39 št. 6)
  5. v d molu
  6. v es molu
  7. v Es duru
  8. v g molu
  9. v cis molu
85. Op. 34, 14 pesmi za glas in klavir (junij 1912)
  1. Muza
  2. V duši vsakega od nas
  3. Vihar
  4. Veter potepuh
  5. Arion
  6. Vstajajoči Lazar
  7. Ne more biti
  8. Glasba
  9. Dobro sem ga poznal
  10. Spominjam se tega dne
  11. S Sveto zastavo trdno v rokah
  12. Kakšna radost
  13. Disonanca
  14. Vokaliza
86. Op. 35, Zvonovi, kantata za soliste, zbor in orkester (april 1913)
87. Op. 36, Klavirska sonata št. 2 v b molu (2 verziji: 1913 in 1931)
  1. Iz gospela Sv. Janeza, za glas in klavir (jesen 1914)
88. Op. 37, Vsenočno bdenje (tudi Vespers, slovensko: Večernice, za mešani zbor a capella (februar 1915)
89. Scitijci, balet (izgubljen, 1915)
90. Op. 38, 6 pesmi za glas in klavir (1916)
  1. Ponoči v mojem vrtu
  2. Njej
  3. Narcise
  4. Lovilec podgan
  5. Sanje
  6. A-u
91. 2 pesmi za glas in klavir (1916)
  1. Molitev
  2. Vsi si želijo peti
92. Op. 39, Études-Tableaux, etude-slike (2. zvezek, februar 1916)
  1. v c molu
  2. v a molu
  3. v fis molu
  4. v h molu
  5. v es molu
  6. v a molu (ista kot op. 33 št. 4)
  7. v c molu
  8. v d molu
  9. v D duru
93. Orientalska skica, za klavir (14. november 1917)
94. Osnutki, za klavir (15. november 1917)
95. The Star Spangled Banner (himna ZDA, priredba za klavir, 1918)
96. Kadenca k Lisztovi Madžarski rapsodiji št. 2 (1919)
97. Luchinushka, ruska narodna pesem, priredba za tenor in klavir (3. junij 1920)
98. Jablana, oj jablana - priredba ruske narodne pesmi (1920)
99. Vzdolž ceste, priredba ruske narodne (1920)
100. Liebeslied, (priredba Kreislerjeve skladbe za lčavir solo, 1921)
101. Menuet iz Bizetove suite št. 1, L'Arleisenne, priredba za klavir solo (1923)
102. Gopak (Mussorgsky: Soročnitski sejem, priredba za klavir solo, 1924)
103. Liebesfreud (Kreisler, priredil Rahmaninov, za klavir solo, 1925)
104. Hitro, hitro iz mojih lic, priredba ruske pesmi za glas in klavir (1925)
105. Wohin? (Kam?), priredba Schubertove pesmi za klavir solo (1925)
106. Op. 40, Klavirski koncert št. 4 v g molu (avgust 1926)
107. Op. 41, 3 ruske pesmi za zbor in orkester (1927)
  1. Na drugi strani rečice
  2. Oj Vanka, ti debeli falot
  3. Hitro, hitro iz mojih lic
108. Op. 42, Variacije na Corellijevo temo, za klavir (19. junij 1931)
109. Čmrljev let, priredba skladbe Rimskega-Korsakova za klavir solo (1931)
110. Pesmi (na besedila svoje vnukinje, izgubljene, 1933)
111. Scherzo iz skladbe Sen kresne noči (Mendelssohn), priredba za klavir solo, 6. marec 1933)
112. Preludij, Gavota in Žiga iz violinske partite v E duru (J. S. Bach) priredba za klavir solo, (9. september 1933)
113. Op. 43, Variacije (rapsodija) na Paganinijevo temo, za klavir in orkester (18. avgust 1934)
114. Op. 44, Simfonija št. 3, a mol (1935-1936)
115. Op. 45, Simfonični plesi (1940)
116. Simfonični plesi op. 45a, priredba za 2 klavirja (1940)
117. Uspavanka (Čajkovski), priredba za klavir solo 14. oktober 1941)